# わたしたちの歴史
わたしたちの歴史（ -れきし）は、NHK教育テレビにて1972年4月から1985年3月まで放送された中学校向け社会科歴史分野番組である。「わたしたちの歴史1年」が古代から江戸時代前期、「わたしたちの歴史2年」が江戸時代中期（元禄）から現代までの時代を扱う。

## 放送時間
わたしたちの歴史1年
| 期間                  | 放送時間                                   |
| --------------------- | ------------------------------------------ |
| 1972年4月 - 1980年3月 | 木曜日 14:55 - 15:15／金曜日 10:10 - 10:30 |
| 1980年4月 - 1982年3月 | 水曜日 14:40 - 15:00                       |
| 1982年4月 - 1985年3月 | 水曜日 14:25 - 14:45                       |

わたしたちの歴史2年
| 期間                  | 放送時間                                   |
| --------------------- | ------------------------------------------ |
| 1972年4月 - 1980年3月 | 水曜日 14:55 - 15:15／土曜日 10:10 - 10:30 |
| 1980年4月 - 1982年3月 | 木曜日 14:40 - 15:00                       |
| 1982年4月 - 1985年3月 | 木曜日 14:25 - 14:45                       |

## 出演者
わたしたちの歴史2年
- 前川康一

## 関項項目
- 中学校特別シリーズ
- 日本新地図
- 新しい世界
- 世界と日本
- あすの市民